# 操場

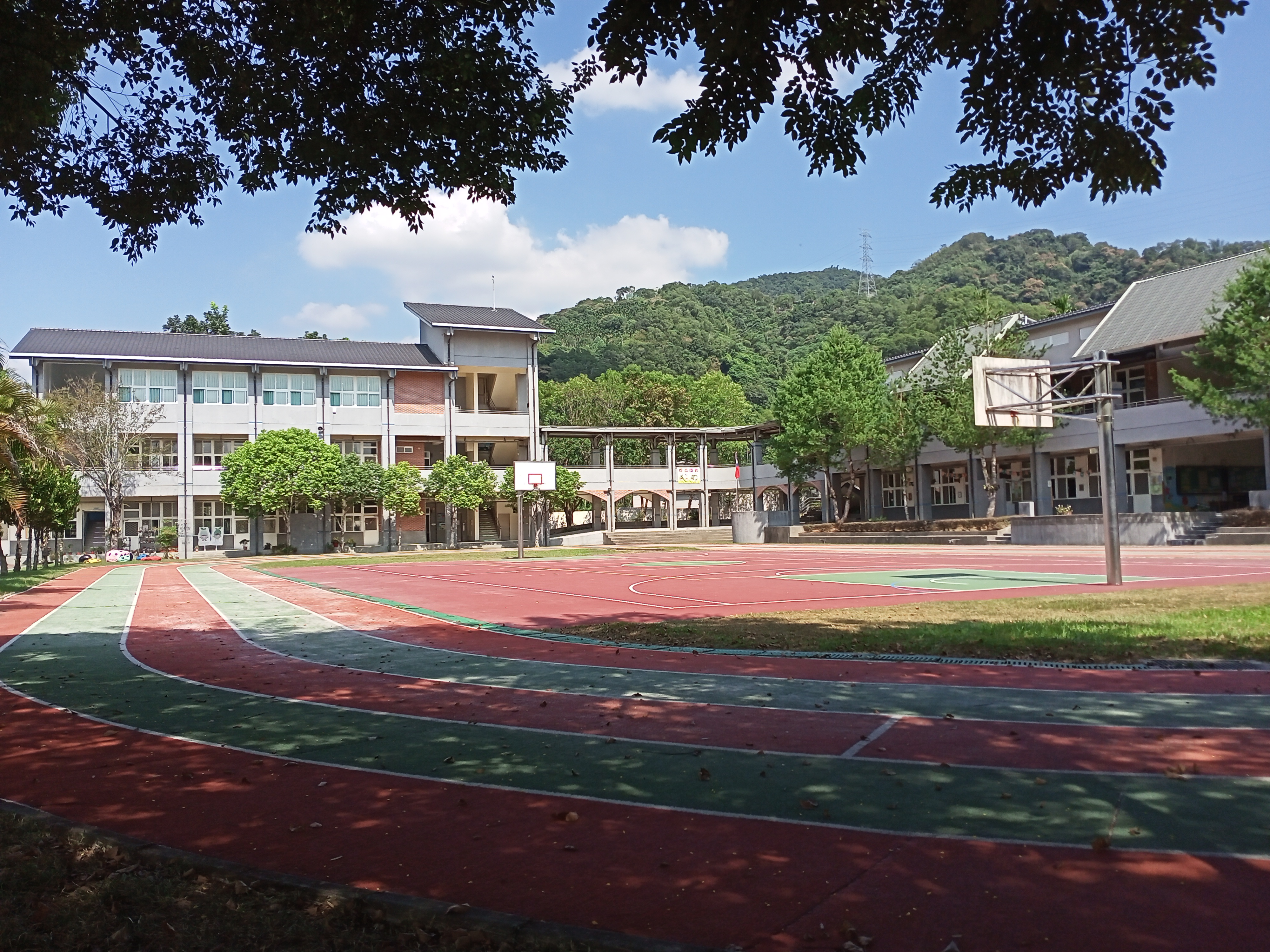
學校操場

操場是指用以進行步操、閱兵、集會的場地，常使用田徑場（但不限於田徑場）作為實施地點。

## 用途

### 體育
田徑場可分成兩種：室內和室外。

### 露天操場
露天操場指的是位於室外的操場，又稱運動場。現今露天操場都普遍存在於學校以及公園，一圈操場會有四～八個跑道、100～400公尺。大部分的奧林匹克運動會也都使用露天操場。

### 有蓋操場
有蓋操場又稱風雨操場、室內操場，在日本，每所學校至少有一個有蓋操場。有蓋操場的規模較小，且不一定是橢圓形。當下雨時，露天操場無法使用，有蓋操場就可以拿出來備用。以進行集會。

### 步操
步操（Foot Drill/隊列）──── 是一隊伍整齊排列，並一致、有系統、服從、嚴肅、雄糾糾地按照特定指令做出不同動作/移動，古時的軍隊打仗就是用不同的步操陣勢來攻擊/赫退對方。
步操是以統一而嚴厲的口令，一致而嚴謹的動作，以及責備與讚許，來訓練人們團結、服從、紀律、反應、一致性、抗逆力，同時使其感到光榮、自豪、歸屬的一種方法，同時亦極具成本效益及安全性的方法，基本上只要有一塊合適的空地作為操場，加上一位有水準的教官便可，因此廣為各國軍隊、紀律部隊，制服團體以及恐怖份子採用。
一些英式部隊會將操場視為嚴肅、神聖的地方，擅進操場或於操場玩耍會被視為藐視有關部隊。